# Turirejo (Jepon)
Turirejo is een bestuurslaag in het regentschap Blora van de provincie Midden-Java, Indonesië. Turirejo telt 3200 inwoners (volkstelling 2010).